# Valle de Tacupeto
El Valle de Tacupeto es una población localizada en México, en el estado de Sonora perteneciente al municipio de Sahuaripa. Fue fundado en 1675. Se le llamaba también Real de Minas de Los Tres Dulces Nombre de Tacupeto. Actualmente es una comisaría, pero anteriormente había sido un municipio. Los apellidos comunes y originales de este pueblo son Campa, Valenzuela, García, Jaime, Monge, Granillo, Jiménez, Enriquez, Cárdenas, Hinojosa, Lugo, Ruiz, Quintana, y varios de ellos se remontan a los orígenes de la comunidad. Una característica sobresaliente de esta comunidad es que aquí hubo un movimiento evangélico muy singular, una especia de Gran Despertar mexicano a la usanza norteamericana. Todo inicia con una Biblia que trajo en 1896 don Gabriel García desde Los Ángeles, CA. Siete años después de traída la Biblia por Gabriel García (1903, tres años antes que en la Calle Azusa en Los Ángeles, uno de los avivamientos más famosos), se desató en el Valle de Tacupeto un derramamiento espontáneo del Espíritu Santo; mucha gente de la población tuvo la experiencia de transformación de vida, hablar en lenguas, recibir milagros y escuchar profecías. Si la fecha citada es correcta, sería el primer avivamiento registrado en toda América Latina, con énfasis en que fue de los pocos en el mundo donde el Espíritu Santo se derrama de manera espontánea a la manera de Pentecostés. Aquel mover se expandió muy pronto por toda la cuenca del río Sahuaripa, y llegó a lugares como San Nicolás de Yécora, Arivechi, Sehuadéhuachi, Bámori y La Ciénega, comunidad esta última que se convirtió en el epicentro del avivamiento, del cual surgió como líder Felipe Ruiz. En la población de La Chinampa los dirigía un tal señor Haro y Merced Duarte lo hacía en Sehuadéhuachi. Un pastor de apellido García Jaime se convirtió allí en el año de 1949. En San Nicolás de Yécora sucede algo singular, ya que es una de las pocas comunidades mexicanas donde la mayoría de los habitantes son predominantemente evangélicos. El Valle de Tacupeto ha sido la cuna de muchos predicadores y misioneros que han llevado el Evangelio a lo largo  anncho del continente, y es también referencia mundial en cuanto a avivamientos. El mover inició en 1903, pero no tuvieron templo ni afiliación a denominación alguna hasta 1918, cuando las Asambleas de Dios enviaron al pastor Fermín Escárcega a hacerse cargo de la congregación del lugar y fue quien construyó el templo en 1922. Durante varios años fue atendido por predicadores itinerantes hasta que don Alejandro Portugal los invitó a integrarse al ministerio de la Iglesia de Dios. Cada año en septiembre, los congregantes celebran la construcción del templo y los orígenes del avivamiento en El Valle de Tacupeto, promoviendo la asistencia de muchas personas al lugar. 

## Población
Debido a la alta migración, principalmente de jóvenes, por motivos de trabajo o de estudios, la población no se incrementa y normalmente habitan unas 300 personas.

## Economía
- Agricultura: esta actividad se da a pequeña escala con cultivos como maíz y forrajes.
- Ganadería: la ganadería es una de las actividades primarias de la población y representa una parte importante de los ingresos de sus habitantes.
- Turismo:
  - Atractivos naturales: el Valle de Tacupeto se encuentra a las orillas del río Sahuaripa, el cual propicia en la formación de bellos entornos naturales, además, la población se encuentra rodeada de una zona montañosa que crea una vista magnífica para sus visitantes; otros atactivos naturales importantes son el paseo de la Piedra Escrita, el Cajón de Abajo, la cueva de los murciélagos a un costado de la ciénega y los yacimientos de yeso por el rumbo de los alisos.

- Infraestructura: actualmente se encuentra en operación (y en construcción) el Hotel Ópata, el cual tendrá un total de 18 habitaciones con aire acondicionado, regaderas con agua caliente y con una magnífica vista hacia todo el pueblo y la naturaleza de los alrededores. Las instalaciones incluirán además un restaurante y un salón para eventos.

- Fiestas de enero: las Fiestas de los Tres Dulces Nombres, referidas popularmente como las fiestas de enero, son de gran tradición. Estas se celebran normalmente el tercer fin de semana del mes de enero y son de gran atracción para los habitantes de la región, así como de "los valleros" que emigraron por motivos de trabajo o estudios a otras ciudades y que aprovechan para visitar a su pueblo de origen y disfrutar de los bailes y de la gran convivencia general que se da con amigos y familiares.

- Vacaciones de Semana Santa: otra de las épocas en las que la población es muy visitada es en Semana Santa durante la cual se goza de un magnífico clima, propicio para paseos y carnes asadas a las orillas del Río Sahuaripa.